# Иероним (Йованович)
Епископ Иероним (серб. Епископ Јероним, в миру Йован Йованович-Бришинац, серб. Јован Јовановић-Бришинац; 1825, Шабац — 10 (22) июня 1894, Зальцбург) — епископ Сербской православной церкви, епископ Нишский.

## Биография
Родился в 1825 году в городе Шабац, куда переселились его предки из села Бришево (в районе г. Сански Мост в Боснийской Краине).
В Шабаце окончил начальную школу и два класса гимназии. Третий класс гимназии окончил в Белграде.  После окончания Белградской духовной семинарии в 1845 году он в течение некоторого времени работал учителем.
11 (23) марта 1850 года был рукоположен во диакона, а 29 июня (11 июля) того же года - во священника и поставлен на мишарский приход, но вскоре остается вдов и без детей.
Уехал на работу в Россию, где в 1854—1858 годы обучался в Киевской духовной академия.
По возвращении стал вероучителем в Белградской духовной гимназии. Во время столкновения между турецким гарнизоном крепости Калемегдан и жителями Белграда (инцидент «Чукур-чесма») и обстрела Белграда в 1862 года священник Йован командовал отрядом белградских лицеистов, который оборонял одну из построенных в городе баррикад.
Отмечая пятидесятилетний юбилей этого события, митрополит Михаил (Йованович) «в своей речи на поминальной службе упомянул… владыку Иеронима, бывшего тогда отцом Йованом, представив его как патриота, который в одежде повстанца и с саблей на бедре собирал молодёжь и вдохновлял её своей жертвенностью и защитой баррикад даже во время обстрела Белграда». После этих событий стал военным священником, затем принял постриг с именем Иероним и стал временным настоятелем монастыря Петковице.
В октябре 1877 года пострижен в монашество с именем Иероним и поставлен во епископа Шабацкого.
Не мог примириться с отстранением митрополита Михаила и направил протест сербскому правительству, после чего был оштрафован на 1000 динаров и отрешён от кафедры в марте 1883 года. В течение некоторого времени заточен в Монастыре Горняк. После этого находился в эмиграции, большую часть времени в Париже и Швейцарии.
После возвращения митрополита Михаила в Сербию также вернулся в Сербию и 22 июня 1889 года занял пост епископа Нишского.
Скончался 10 июня 1894 года в Больнице Иоанна Крестителя в Зальцбурге, находясь на лечении.
Все своё имущество он завещал направить на благотворительность: 30.000 динаров на Нишскую народную библиотеку, 18.000 на церкви и монастыри Старой Сербии и Македонии и 10.000 на бедняков и инвалидов.
На средства Нишского владыки Иеронима Йовановича было возведено старое здание Народной библиотеки в Нише.